# Ходжибеков, Худайкул
Худайкул Ходжибеков (узб. Xudoyqul Hojibekov; 1902 — 7 мая 1966) — советский узбекский хозяйственный, государственный и партийный деятель. Герой Социалистического Труда (1957).

## Биография
Родился в 1902 году. Член ВКП(б) с 1930 года.
С 1920 года — на хозяйственной, общественной и политической работе. В 1920—1961 гг. — на партийной и советской работе в Узбекской ССР, секретарь Бухарского областного комитета, 1-й секретарь Кашка-Дарьинского областного комитета КП(б) Узбекистана, первый секретарь Чинабадского райкома КП(б) Узбекистана, председатель Исполнительного комитета Андижанского областного Совета, первый секретарь Мархаматского райкома Андижанской области КП(б) Узбекистана.
Указом Президиума Верховного Совета СССР от 11 января 1957 года присвоено звание Героя Социалистического Труда с вручением ордена Ленина и золотой медали «Серп и Молот».